# Michael A. Russ

Michael A. Russ, 2013, Ausstellung in der STATION-Berlin.

Michael Andreas Russ (* 1945 in Berlin; † 2021) ist ein deutschamerikanischer Fotograf, Fotodesigner und Filmregisseur.

## Werdegang
Russ kam 1958 in die USA und wohnte in Denver, Colorado. Während der High School nahm er Ballettunterricht an der Lillian Cushing School of Ballet und nebenher Schauspielunterricht. Mit 17 Jahren meldete er sich zur US Army und wurde nach Deutschland versetzt. 1965 kehrte er zurück und nahm bei Renate Mannhardts Workshop in New York Schauspielunterricht. Gleichzeitig begann er als Autodidakt zu fotografieren. Wilhelmina Cooper von Wilhelmina Models verhalf ihm zum Einstieg in die Modefotografie.

## Fotografisches Werk
Erste Aufträge erhielt Russ für die Magazine: Mens Wear, Esquire. ZOOM, True Magazine und Playboy Press books. 1971 fotografierte er für GQ ein 23-seitiges Design Showcase. 1973 wurde Russ Coverartist von Art Direction Magazine. 1976 zog er nach Paris um. Dort schuf er erotische Zimmergeschichten, die unter anderem im Playboy Deutschland, Vogue Hommes, IL, Photoreporter,  Mode Avant Guarde, Collections Magazine, GUNNARS und Mode International veröffentlicht wurden.
1980 ging er nach Los Angeles, wo er 1983 erstmals großformatige Fotos im legendären China Club ausstellte. Diese R Prints basieren auf chemisch getönten, handcolorierten silbergelatine Abzügen, die er TinTones nennt. Im gleichen Jahr fotografierte er Tom Waits für das Plattencover Swordfishtrombones. Bei dem Musikvideo zum Song In the neighbourhood, war Russ Co-Regisseur und Choreograph.
1986 ging Russ wieder nach Deutschland. TinTone Portfolios, Fotoserien und Coverarts wurden unter anderem in Photo Technik International, Zoom, Playgirl, Das Magazin, Color Foto, Die Zeit Magazin, Basler Magazin und Stadtmagazin L.A. veröffentlicht. 1993 war er Coverartist von W&Vs ART WORK. Dem Film zugewandt, produzierte er das 30-Sekunden-Video Oceans für Camelot Filmproduktion. 1995 ging er wieder nach Los Angeles und produzierte erotische TinTone-Sequenzen für >O< Magazin und Larry Flynts (LFP) Rage Magazin. Im Januar 2005 veröffentlichte das Fine Art Foto Magazin, ein achtseitiges Portfolio des Künstlers Russ. Seit 2008 fertigt er großformatige TinTones im AluDiBond-Silver-Industrial Verfahren an.

## Ausstellungen
- 1980: Postkartenedition The Compagnie im Musee des Arts Decoratifs (Louvre Annex, Paris)
- 1983: China Club, Los Angeles, Prussian Blue. Großformatige R Prints.
- 1998: L.A. Gallery, Los Angeles, Gruppenausstellung
- 1999: The Image House, Santa Fe N.M. Iris Giclee Prints.
- 2000: Fullers Lodge, Los Alamos N.M. Iris Giclee Prints. Gruppenausstellung.
- 2000: The Paramount, TinTones. Santa Fe N.M.
- 2003: Soho Gallery, Los Angeles, Iris Giclee Prints und Silbergelatine-TinTones. Gruppenausstellung.
- 2006: FineArts Con.Tra Salongalerie (Berlin) TinTones Großformatige AluDiBonds/Silver/Industrial.
- 2007: Galerie Nadania Idriss (Berlin) TinTones Großformatige AluDiBonds/Silver/Industrial.
- 2008: Art Center Berlin TinTones Großformatige AluDiBonds/Silver/Industrial.
- 2009: Galerie Lucas Carrieri (Berlin) TinTones Großformatige AluDiBonds/Silver/Industrial.
- 2011: Art Place Berlin TinTones Großformatige AluDiBonds/Silver/Industrial.
- 2012: Art Place Seoul (Südkorea) TinTones Rough Print Großformatige Lambda Prints.
- 2013: The Browse Gallery (Berlin-Kreuzberg) 40 years retrospective.
- 2013: Station Berlin Fotofestival 2013 The Browse TinTones Großformatige AluDiBonds/Silver/Industrial.

## Veröffentlichungen
- Michael Russ ou la beaute du Grain Vogue Hommes F 1980
- Die Inszenierung des deja-vu W&V Art Work 5/93
- Csárdás Traum Foto-Galerie in: Das Magazin, 12/1993, S. 12–17[3]
- Die Fotokünste des Michael A. Russ. In: Playboy. Nr. 4, April 2003